# Can Camps (Anglés)
Can Camps es un edificio en el municipio de Anglés (provincia de Gerona, Cataluña, España) en la calle de Avall número 41 y catalogado en el Inventario del Patrimonio Arquitectónico de Cataluña.
En origen Can Camps había sido un antiguo hostal, situado como es lógico, a pie de camino, en lo que entonces era la entrada de la población.  Sería en este lugar, al final de la calle de Avall, conocido como "la subida de Grau", donde probablemente se situaría el portal de Santa Magdalena, es decir el segundo portal que permitiría acceder al castillo.

## Arquitectura
Se trata de un centro de gran tamaño de dos plantas y buhardilla, entre medianeras, cubierto con un tejado a dos aguas de vertientes a fachada y cornisa catalana. En cuanto a su emplazamiento, este es el lado izquierdo de la calle de Avall. Se trata de un inmueble que responde a la tipología de casa gótica.
La planta baja destaca por el gran portal adovelado de arco de medio punto con unas dovelas de gran tamaño muy bien escuadradas. Este está flanqueado por dos ventanas cuadrangulares, con dintel, jambas de piedra y cubiertas con una estructura de enrejado de hierro forjado imitando los tallos de una planta. En la ventana de la izquierda dintel recoge la fecha grabada de 1595. Encima de esta ventana, como elemento peculiar, cabe destacar la existencia de una lápida que contiene una inscripción singular, proyectada por el vicario Ramón Carles, en los años cuarenta del siglo XX, que dice:
DESDE · DE · PUIG · DE · FROU
DE · CARA · A · LA · NOSTRA · VALL
DIGUÉ  · CARLOS MANY 724-814
SEMBLA · LA · VALL · DELS · ANGELS
En cuanto al primer piso, este se trata de la planta noble como muy bien lo acreditan las tres aberturas majestuosas que aquí se concentran. En el centro hay una gran ventana de arco conopial con decoración lobulada y ondulada, con montantes de piedra y antepecho trabajado. En ella destaca el trabajo de las impostas del arco con unos minúsculos motivos -rosetones- como el del encuadre resuelto con un guardapolvo. A la izquierda hay una ventana de idéntica tipología y proporciones que el anterior. Pero se diferencia de la anterior en tres sentidos. En primer lugar, la ventana es de arco conopial con decoración lobulada pero no contiene el complemento de la ondulación. En segundo lugar, los motivos de las impostas -rosetones- aquí son de tamaño sensiblemente mayor. Y en tercer lugar, debajo del alféizar trabajado encontramos la solución que consiste en disponer tres piedras como medida de refuerzo y apoyo en la sustentación de la pesada ventana. A la derecha, hay una gran ventana rectangular, con dintel monolítico conformando un arco plano, montantes de piedra bien escuadrados y antepecho trabajado debajo del cual se repite la misma solución que vemos en la ventana de la izquierda y que consiste en disponer tres piedras bajo el alféizar como medida de refuerzo.
Finalmente, está el segundo piso, el cual ejercería las tareas de buhardilla, proyectado en la fachada a través de dos pequeñas aberturas una de cuadrada y la otra de rectangular, enmarcadas ambas con montantes de piedra.